# Finley (banda)
Finley es una banda italiana de pop punk. El grupo se formó en la ciudad de Milán en 2003, y se conforma de cuatro jóvenes. Toman el nombre del jugador de la NBA Michael Finley; actualmente son una de las bandas más populares en la escena musical de Italia. En 2006 fueron ganadores del premio a Mejor Artista Italia en los MTV Europe Music Awards de Copenhague, superando a grandes nombres de la música italiana como son Lacuna Coil, Tiziano Ferro, Jovanotti y Mondo Marcio. Se dan a conocer en Latinoamérica lanzando un sencillo al lado de la cantante mexicana Belinda.

## Miembros del grupo
- Marco "Pedro" Pedretti - Vocales y armónica
- Carmine "Ka" Ruggiero - Guitarra, teclado y segunda voz
- Danilo "Dani" Calvio - Batería y segunda voz
- Ivan Moro-Bajo

-Exmiembros:
- Stefano "Ste" Mantegazza - bajo, segunda voz (2002 - 2010)
- Daniele "Dan" Persoglio-bajo, segunda voz (2010-2012)

## Historia
Dani y Ka tocaban en una cantina di Legnano, mientras Stefano y Pedro, quienes se conocen desde la infancia, tocaban grunge. En el año 2000 Dani, Ka y Pedro se conocen en la escuela, mientras Ste es presentado a los otros por Pedro. En el 2002 los cuantor forman Finley. En el 2004 graban el demo "Make up your own mind" y un video de bajo presupuesto. En el 2005 son contratados por Claudio Cecchetto, quien los hace grabar el sencillo debut "Tutto è possibile", la versión italiana de "Make up your own mind".
El álbum homónimo es lanzado a la venta el 31 de marzo de 2006, con canciones completamente compuestas por los miembros del grupo; la producción musical corre a cargo de Daniele Persoglio, y la producción artística de Claudio Cecchetto y Pier Paolo Peroni.
Los Finley se definen como "un grupo hard-pop, melodías intensas y una música cargada de energía".

## Discografía

### Álbumes de estudio
- Tutto è Possibile (2006)
- Tutto è Possibile (Special Edition) (2006)
- Adrenalina (2007)
- Adrenalina 2 (2008}
- Band At Work (EP) (2009)
- Fuori!) (2010)
- Fuoco e Fiamme (2012)

### Demos
- Make Up Your Own Mind (2003)

### Sencillos
- Tutto è possibile (2006)
- Diventerai una star (2006)
- Dentro alla Scatola RMX con Mondo Marcio (2006)
- Sole di Settembre (2006)
- Fumo e Cenere (2006)
- Niente da perdere (2007)
- Adrenalina (2007)
- Domani (2007)
- Questo sono io (2008)
- Your Hero con Belinda (2008)
- Ricordi (2008)
- Ad occhi chiusi (2008)
- Per La Vita Che Verrà (2010)